# سرو أبركوه

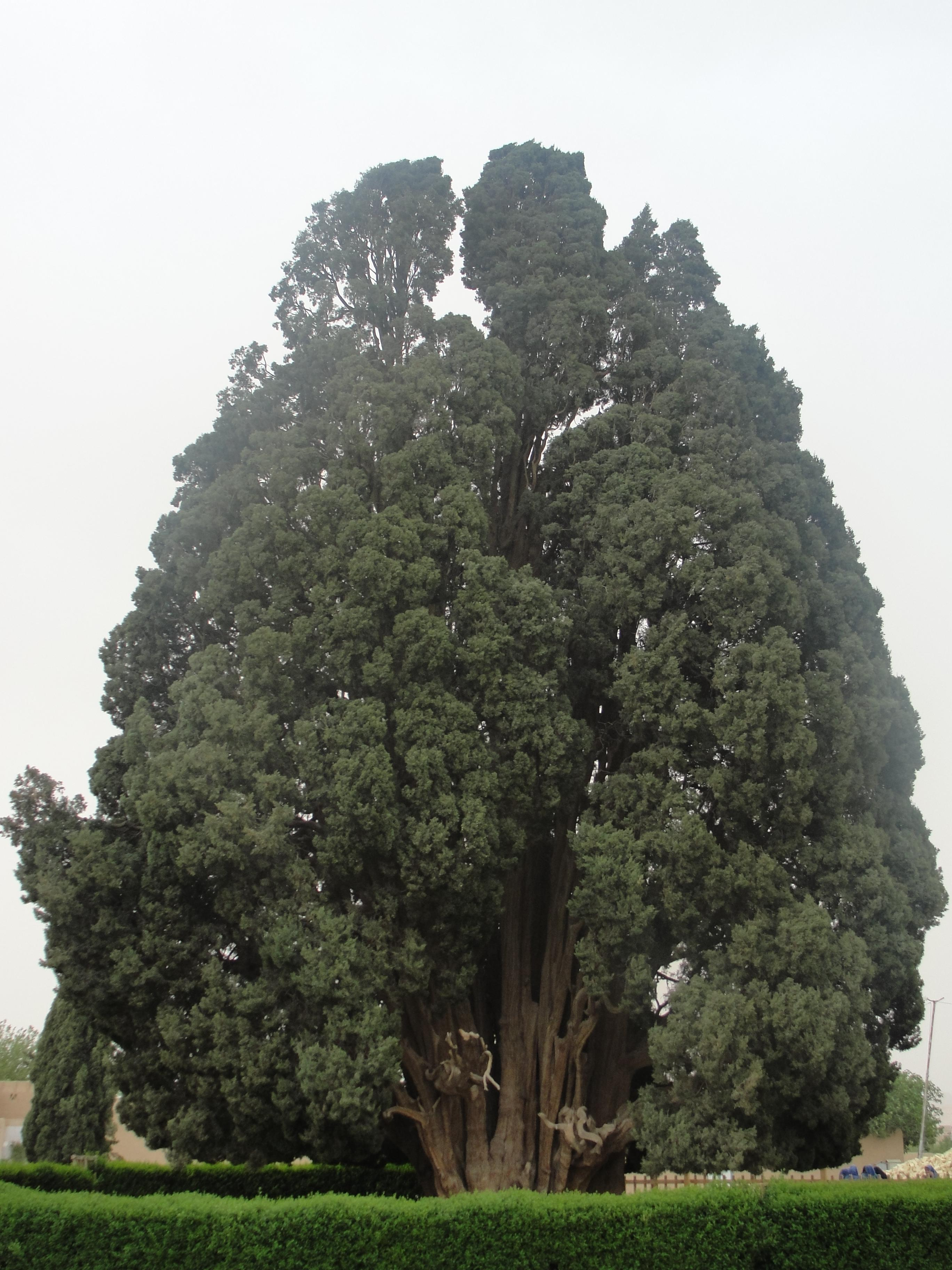
يقدر عمر الشجرة بأكثر من 4000 سنة.

شجرة أبر كوه وتسمى أيضاً (زوروأستريان سارف) هي أقدم شجرة معمرة في إيران، والتي عايشت مهد الحضارات القديمة والراقدة في منطقة الجبال الوطنية الإيرانية حيث يمكن اعتبارها أقدم شيء حي يعيش في آسيا. وتشير التقديرات إلى أنّ عمرها يتراوح بين 4000 إلى 4500 عام، وهي من نوع سرو البحر الأبيض المتوسط أي (سرو المتوسط). يبلغ محيط جسم الشجرة بحدود 11.4 متر على الأرض وارتفاعها حوالي 25  إلى 28 متر. تقع هذه الشجرة المعمرة بالتحديد في مدينة أبركوه التي تقع في محافظة يزد التأريخية التي تُعَد إحدى أقدم مدن إيران وتقع وسطها، وهي إلى اليوم تضم العديد من المعالم التأريخية والأثرية، مايدل على عراقة الحضارة في تلك المنطقة وإيران. ومن تلك المعالم الشجرة المعمرة المسماة شجرة سرو وهي تُعَد من عجائب الدنيا وتتميز بارتفاعها العالي وحجمها الكبير، ويُرجِع متخصصوا الآثار عمرها إلى أكثر من 4000 عام. وبرغم كل تلك التقديرات المتعلقة بعمر الشجرة التي لازالت قائمة في صحراء يزد وتبهر أعين العلماء والعالم. إلا أن الخبراء من الداخل والخارج يعتبرونها من أقدم اشجار العالم التي لاتزال خضراء ويقولون ان مشاهدة هذه الشجرة هو مبهر وجميل للجميع. في الآونة الأخيرة قام خبراء من اليابان وروسيا بمشاهدة الشجرة وقدروا عمرها حتى 8000 سنة.

## تأريخ الشجرة
حتى عام 2013 م، كانت أقدم شجرة في العالم هي Methuselah، تبلغ من العمر 4845 عام وهي من نوع الصنوبر المعمر في منطقة الجبال البيضاء في ولاية كاليفورنيا، لكن بعد ذلك تم اكتشاف شجرة عمرها يصل إلى 5062م في الجبال البيضاء بناءً على أبحاث مجموعة روكي ماوتنتن the Rocky Mountain Tree-Ring Research group هذه الشجرة لم تتم تسميتها بعد. اما أقدم شجرة في العالم بعد تلك الشجرتين فهي موجودة في الجبال الوطنية في إيران، والتي تسمى سرو اباركو. إن شجرة السرو بشكل عام كانت تعد واحدة من أهم الرموز في إيران القديمة حيث يلاحظ وجودها في نقوش تخت جمشيد (برسبوليس) عاصمة الأخمينين. وتكمن أهمية هذا الرمز في أنه يعبر عن اهتمام الإيرانيين بهذه الشجرة، ويقال بأن وصول (زرادشت) مؤسس الديانة الزرادشتية إلى (أبركوه) كان متزامناً مع حلول فصل الربيع فيها لذلك قام بنثر بذور السرو بيده على أرض هذه المدينة ليبشر الناس بأن بين الأشجار التي تنمو من هذه البذور سوف تكون هناك شجرة تبقى حية حتى عهد (درفش Derafsh)، وإبنه، وبهرام.

## ذكر الشجرة في الكتب والأساطير
لقد تم ذكر هذه الشجرة من قِبَل الجغرافي والرحالة الأديب «حمد الله المستوفي» في كتابه «نزهة القلوب» الذي ألفه عام 740 للهجرة حول شجرة السرو هذه حيث قال، «أنه توجد في هذه المنطقة شجرة سرو تتمتع بشهرة عالمية مشهورة في العالم كما تشتهر شجرة سرو كشمير وبلخ، إلا أن هذه أطول وأكبر». أما في الأساطير الشعبية فلهذه الشجرة نصيباً كبيراً. ووفقاً للأسطورة الشائعة في تلك المنطقة فإن هذه الشجرة تم غرسها من قبل رسول الإيرانيين القديم زردشت الكبير. وشجرة السرو هذه، تهيمن على أنواع الأشجار التي تنمو حول البحر الأبيض المتوسط، وها هي لاتزال شامخة خضراء بنضارتها وجمالها فوق الأرض، وتم تسجيل هذه الشجرة كأثر طبيعي.

## أثرها السياحي في مدينة يزد
بما أن هذه الشجرة عايشت مرحلة مهد الحضارات فهي تُعتبَر من المآثر التأريخية المهمة في إيران، بل إن شجرة «سارفي أباركو» تُعتبَر من قبل الكثيرين أقدم كائن ما يزال على قيد الحياة في آسيا. وعلى هذا الأساس جذبت اهتمام السياح من داخل يزد وخارجها حيث تطرقت لهذه الشجرة صحف عالمية منها صحيفة تشاينا ديلي الصينية والتي قامت بتصنيف أضخم وأكبر وأقدم عشر أشجار تجتذب السواح من مختلف أنحاء العالم. وجاءت شجرة السرو المعروفة في مدينة أبركوه بمحافظة يزد (وسط إيران) والتي يقدر عمرها بـأكثر من 4000 عام في المركز الثاني من تلك القائمة.

## معرض الصور

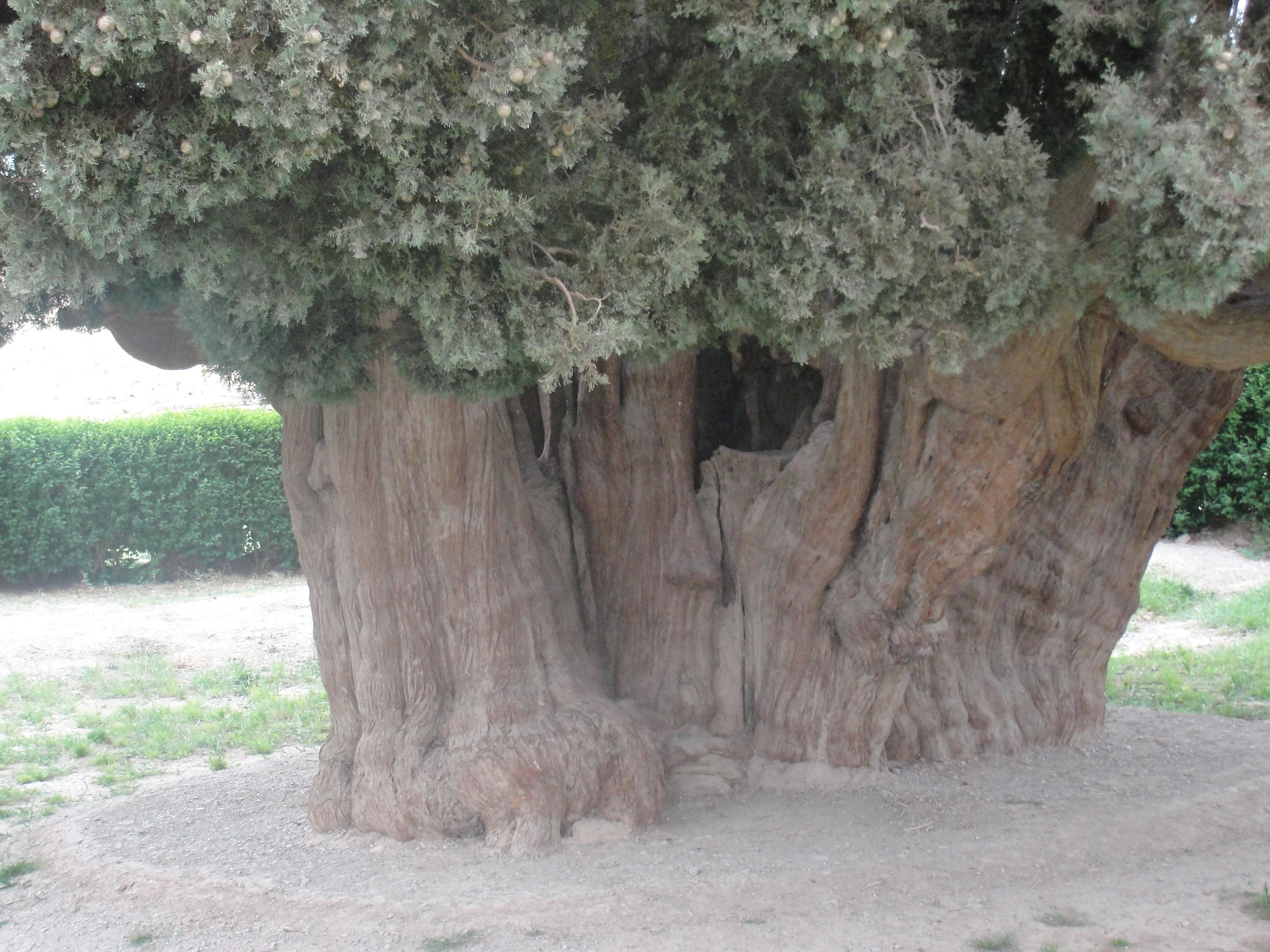
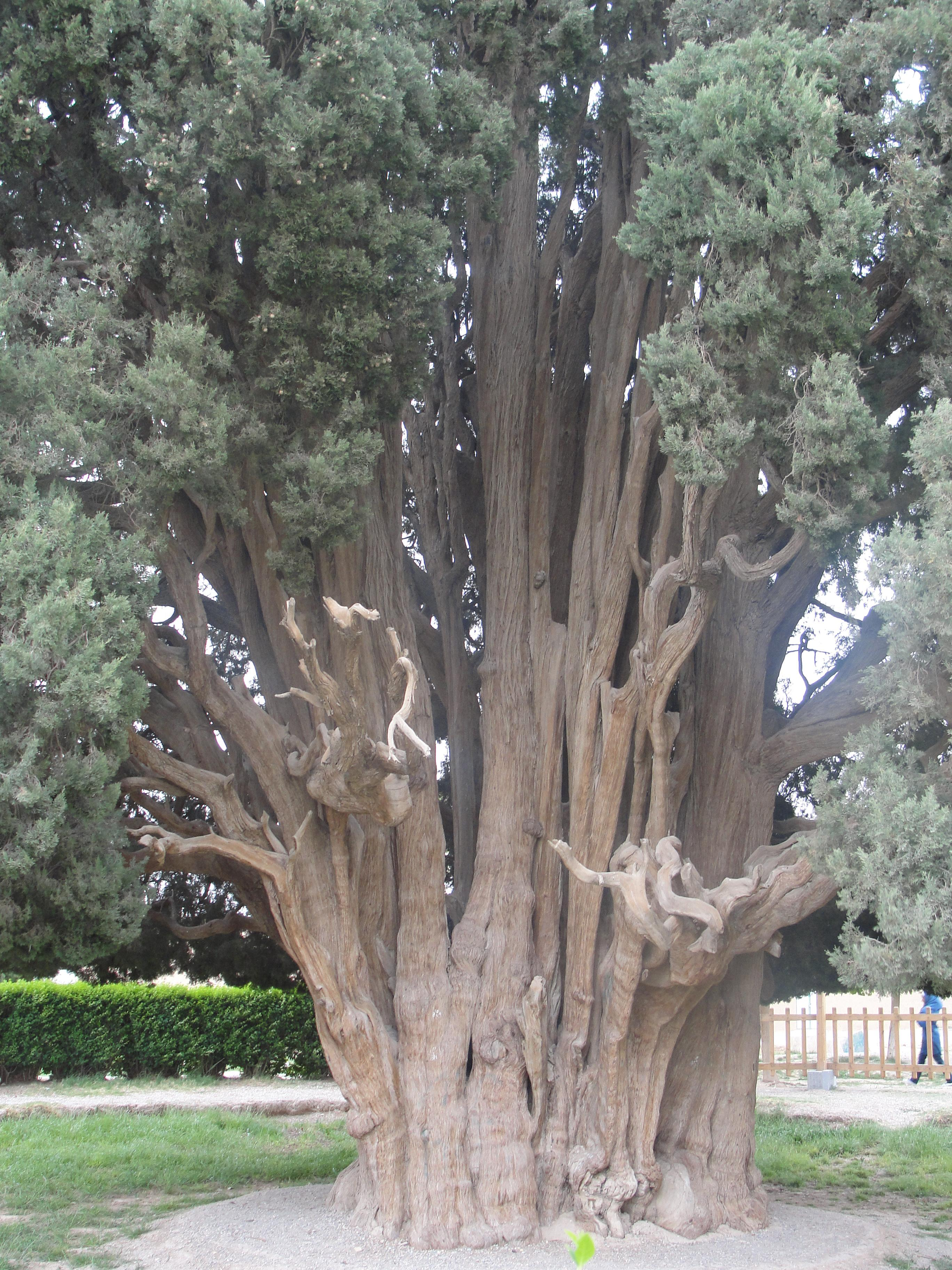
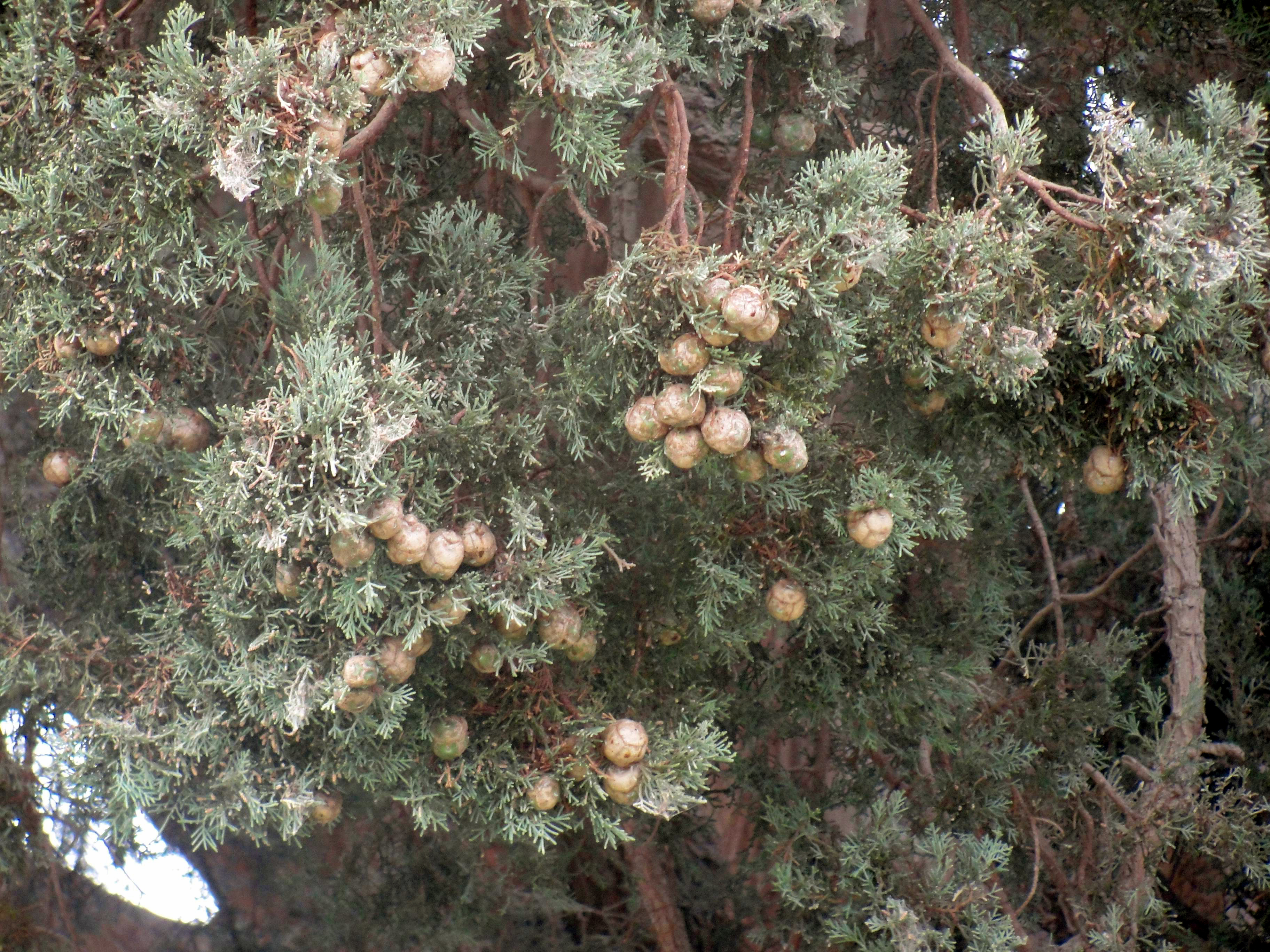

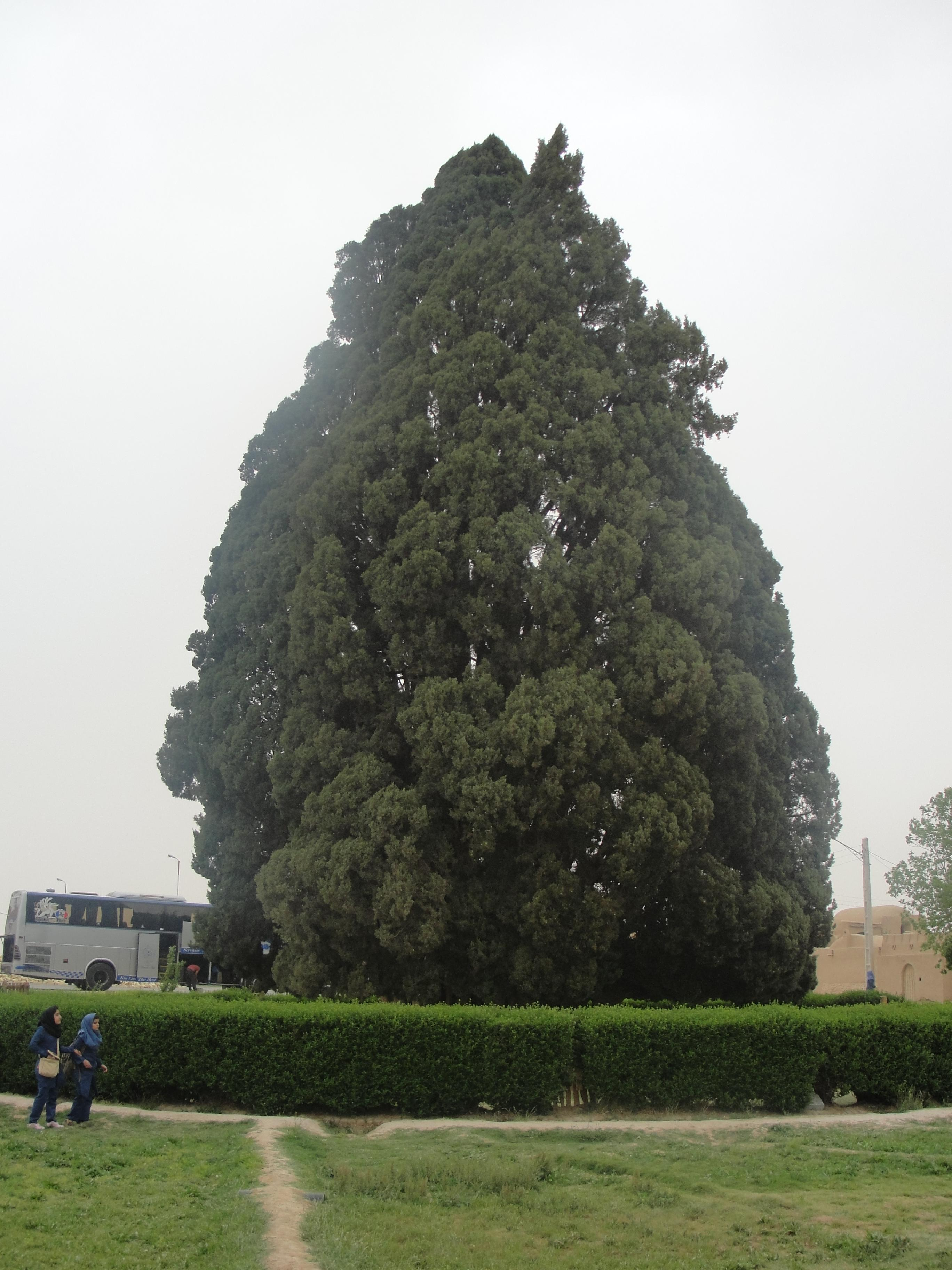
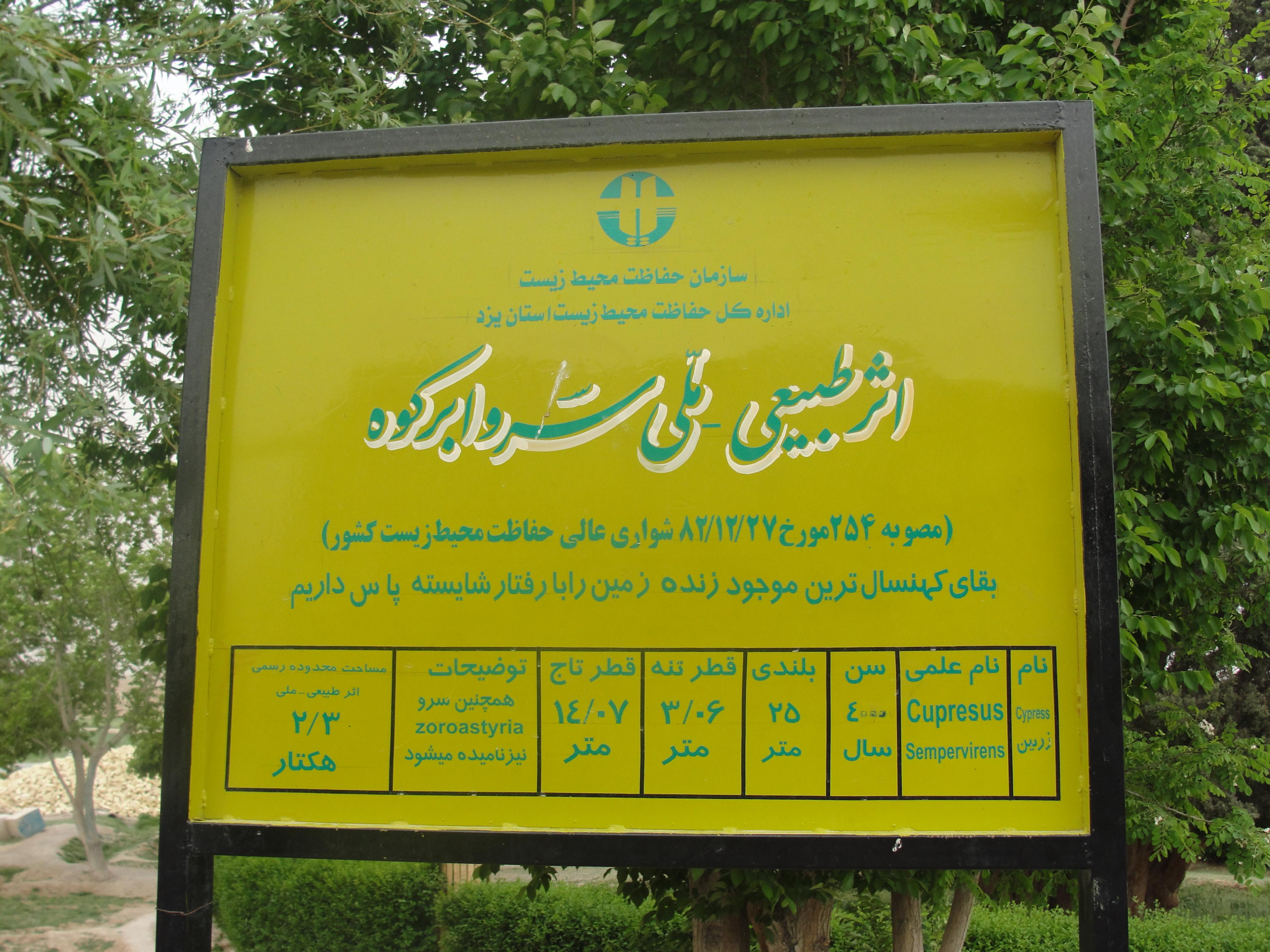

## طالع ايضاً
- سرو المتوسط
- سرو كبير الثمار
- سرو أريزوني